# Isola di Samojlovič
L'isola di Samojlovič (in russo Остров Самойловича, ostrov Samojloviča) è un'isola russa che fa parte dell'arcipelago di Severnaja Zemlja ed è bagnata dal mare di Kara.
Amministrativamente fa parte del distretto di Tajmyr del Territorio di Krasnojarsk, nel Distretto Federale Siberiano.

## Geografia
L'isola è situata in mare aperto, nella parte centrale dell'arcipelago, distante da tutte le isole maggiori (circa 40 km dall'isola della Rivoluzione d'Ottobre a est).
Ha una forma allungata da nord-ovest a sud-est che si estende per 15 km in lunghezza, con una larghezza massima di poco superiore a 1 km; la superficie è di circa 12 km². L'altezza massima è di 33 m s.l.m. La costa è ripida nella parte sud-orientale, quella che dà sul mare aperto, con scogliere che raggiungono i 17 m d'altezza, mentre è bassa e sabbiosa sul versante opposto.
All'estremità sud-orientale si trova la piccola isola Plavnikovyj.

## Storia
Fu scoperta nel 1930 dalla spedizione sul rompighiaccio "Georgij Sedov" e così chiamata in onore dell'esploratore artico Rudol'f Lazarevič Samojlovič. In seguito al suo arresto nel 1938, fu ribattezzata "Длинный" (Dlinnyj, ovvero "lunga"). Nel 1965 all'isola fu ridato il suo nome originale.

## Isole adiacenti
- Isola Plavnikovyj (остров Плавниковый, ostrov Plavnikovyj), a sud-est.